# Anouvong (huyện)
Huyện Anouvong là thủ phủ của tỉnh Xaisomboun.

## Lịch sử
Huyện Anouvong được đặt theo tên của vua Anouvong, khi tỉnh Xaisomboun được thành lập là tỉnh thứ 18 của CHDCND Lào vào ngày 13 tháng 12 năm 2013.
Vào năm 2021, chính quyền tỉnh Xaisomboun đã công bố việc phát triển núi Phou Bia thành "địa điểm du lịch phát triển bền vững", trị giá khoảng 500 triệu đô la Mỹ. Dự án sẽ tập trung ở làng Phou Houa Xang, huyện Anouvong, theo nhượng quyền 99 năm.

## Địa lý
Để đến tỉnh Xaisomboun từ thủ đô Viêng Chăn, đi theo Đường 13 Nam đến tỉnh Bolikhamxay và rẽ trái tại huyện Thaphabath và tiếp tục đến huyện Laongxan.